# Fikonspråket
Fikonspråket är ett kodspråk grundat på korsvis omkastning av ords stavelser. För att konstruera ett ord på fikonspråket delar man originalordet efter första vokalen (ex. ka | ffe). Man byter därefter ordning på de uppkomna delarna och lägger stavelsen ”fi-” till den första och ”-kon” efter den andra. 
Exempel med ordet kaffe:
1. Ordet kaffe delas i ka- och -ffe
2. det kastas om till -ffe och ka-
3. fi- och -kon läggs till, vilket ger slutresultatet fiffe kakon.

Varje ord ger alltså upphov till två nya ord. Sammansatta ord behandlas oftast som flera ord. Vill man säga "kaffekopp" blir det fiffe kakon fipp kokon, etc.

## Inverkan på språket
Nationalencyklopedins ordbok tar upp ett ord som från fikonspråket fått fäste i svenskan, nämligen fimp som är bildat av stump, som på fikonspråket heter fimp stukon.
Fikonspråket har påverkat helsingforsslangen. Det numera allmänna slangordet för cykel, fillare på svensk helsingforsslang, fillari på finsk helsingforsslang, har utvecklats ur fikonspråket: ve|lociped → filociped vekon → filo, filusare → fillare. Också slangordet för äppel, fiblu, kommer av ä|ppel → fippel äkon.

## Ursprung
Fikonspråket är ett skämtsamt, hemligt lekspråk. Det är ett talat språk som använts sedan mitten av 1800-talet. August Strindberg skriver i Gamla Stockholm utgiven 1882 att det var en av de fem sorters rotvälska han funnit i Stockholm. Det hade, menade han, "lefvat minst sina 30 år och har ännu sina ganska talrika anhängare, dock icke mest bland de lägre samhällsklasserna. Det utöfvas på sådant sätt, att ordet ’fikon’ sönderbrytes och bitarne inskjutas i det ord som skall vanställas."

## Felaktigheter
Att fika och firre (i betydelsen fisk) skulle komma från fikonspråket är inte belagt. NE:s ordbok anger som ursprunget till "fika" en omkastning av stavelserna i kaffi, en variant av kaffe, till fika. Firre är ett (Stockholms‑)slangord bildat på samma sätt som andra ord med s-ljud i; virre för whisky, smarrig för smaskig, burrig för bussig, etc.

## Andra betydelser
Fikonspråk betecknar i överförd betydelse även ”ett svårbegripligt expertspråk”, se fackspråk och terminologi. Bra exempel är patentansökningar.